# جوائز كورا
جوائز كورا للموسيقى الأفريقية هي جوائز موسيقية تُمنح سنويًا تقديرًا للإنجازات الموسيقية في أفريقيا جنوب الصحراء. تم تأسيس الجوائز في عام 1994 على يد رجل الأعمال البنيني إرنست أدجوفي، بعد نقاش مع رئيس ناميبيا آنذاك هاجي غينغوب الذي كان يشغل منصب رئيس الوزراء في ذلك الوقت. الجوائز سُميت على اسم الكورا، وهي آلة موسيقية إفريقية غربية ذات أوتار يُعزف عليها باستخدام الأصابع.
تعرضت الجوائز لعدة تأجيلات منذ عام 1994 مع تقديم أسباب متنوعة لذلك. ظهرت مشاكل تتعلق بالعقود الموقعة، ودُفعت مبالغ ضخمة من المال، ولكن تم تأجيل الحدث.
في عام 2011، تم احتجاز أدجوفي من قبل الشرطة النيجيرية بتهم احتيال ضد ثلاث هيئات نيجيرية. في عام 2008، زعم أنه قبل مبلغ 2.5 مليون دولار أمريكي لتنظيم جوائز 2008 في ولاية كروس ريفر، ثم عقد اتفاقًا مع حكومة ولاية لاغوس بقيمة 7.5 مليون دولار أمريكي، لكن الجوائز لم تُنظم حتى عام 2010 في بوركينا فاسو. في تلك الجوائز، تم إعلان فرقة بي سكوير [الإنجليزية] كفنانة العام وحصلت على جائزة مالية قدرها مليون دولار، لكن الجائزة لم تُقدّم.
كان من المقرر تنظيم جوائز 2015 في ناميبيا في 13 ديسمبر وتم تنظيم حدث تدشين في ناميبيا في مايو 2015. تم تأجيل الجوائز إلى مارس 2016 وتم دفع مبلغ 23.5 مليون دولار ناميبي. لكن الجوائز لم تُنظم ولم يُعرف مكان أدجوفي. تسعى ناميبيا لاسترداد المبلغ.
منذ تأسيسها، تم تنظيم جوائز كورا 11 مرة في القارة الأفريقية. في السنوات العشر الأولى (1996-2005 - 9 جوائز)، تم إقامة الحفل في جنوب أفريقيا. ومن ثم تم نقله إلى بوركينا فاسو (2010) وكوت ديفوار (2012).
الفائزون جاءوا من العديد من البلدان المختلفة: الجزائر، أنغولا، بنين، بوتسوانا، بوركينا فاسو، بوروندي، الكاميرون، الرأس الأخضر، جزر القمر، كوت ديفوار، جمهورية الكونغو، إنجلترا، إثيوبيا، فرنسا، الغابون، غانا، غينيا، ريونيون، كينيا، مالي، موريشيوس، المغرب، نيجيريا، جمهورية الكونغو الديمقراطية، رواندا، السنغال، سيشيل، جنوب أفريقيا، السويد، تشاد، توغو، أوغندا، الولايات المتحدة، وزيمبابوي.

## الفائزون
المصدر:
| الجائزة                                  | الفائز                                      | الجائزة                                  | الفائز                                                                             | الجائزة                                                  | الفائز                                      | الجائزة                                    | الفائز                                                                               |
| ---------------------------------------- | ------------------------------------------- | ---------------------------------------- | ---------------------------------------------------------------------------------- | -------------------------------------------------------- | ------------------------------------------- | ------------------------------------------ | ------------------------------------------------------------------------------------ |
| 1996                                     |                                             |                                          |                                                                                    |                                                          |                                             |                                            |                                                                                      |
| أفضل فنان ذكر في أفريقيا                 | يوسوفو ندور (السنغال)                       | أفضل فنان ذكر في أفريقيا                 | بابا ويمبا (جمهورية الكونغو الديمقراطية)                                           | أفضل فنانة أنثى في أفريقيا                               | مريم ماكيبا (جنوب أفريقيا)                  | أكثر فنان واعد ذكر في أفريقيا              | لوكو كانزا (جمهورية الكونغو الديمقراطية)                                             |
| أكثر فنانة واعدة أنثى في أفريقيا         | بريندا فاسي (جنوب أفريقيا)                  | أفضل فنان في شمال أفريقيا                | شيب مامي (الجزائر)                                                                 | أفضل فنان في غرب أفريقيا                                 | ميواي (كوت ديفوار)                          | أفضل فنان في وسط أفريقيا                   | أويلو لوغومبا (جمهورية الكونغو الديمقراطية)                                          |
| أفضل موسيقي في أفريقيا                   | بهيكي ميسليكو (جنوب أفريقيا)                | أفضل مجموعة موسيقية في أفريقيا           | باييتي (جنوب أفريقيا)                                                              | أفضل تنسيق موسيقي في أفريقيا                             | دينزيل وايلا (جنوب أفريقيا)                 | جائزة الإنجاز مدى الحياة                   | مريم ماكيبا (جنوب أفريقيا)                                                           |
| 1997                                     |                                             |                                          |                                                                                    |                                                          |                                             |                                            |                                                                                      |
| أفضل فنان ذكر في أفريقيا                 | إسماعيل لو (السنغال)                        | أفضل فنانة أنثى في أفريقيا               | أنجيليك كيدجو (بنين)                                                               | أكثر فنان واعد ذكر في أفريقيا                            | شيخ لو (السنغال)                            | أكثر فنانة واعدة أنثى في أفريقيا           | خديجة نين (بوروندي)                                                                  |
| أفضل فنان ذكر في شمال أفريقيا            | شيب خالد (الجزائر)                          | أفضل فنانة أنثى في غرب أفريقيا           | سيزاريا إيفورا (الرأس الأخضر)                                                      | أفضل فنان في وسط أفريقيا                                 | أويلو لوغومبا (جمهورية الكونغو الديمقراطية) | أفضل فنان ذكر في شرق أفريقيا               | زيزكان (جزيرة ريونيون)                                                               |
| أفضل فنان من الشتات في أوروبا / الكاريبي | إديث ليفيل (فرنسا)                          | أفضل فنان تقليدي في أفريقيا              | أنجيليك كيدجو (بنين)                                                               | أفضل مجموعة فنية تقليدية في أفريقيا                      | نيغي ساف كي-دانس (كوت ديفوار)               | أفضل تنسيق موسيقي في أفريقيا               | بونكانا مايغا (مالي)                                                                 |
| 1999                                     |                                             |                                          |                                                                                    |                                                          |                                             |                                            |                                                                                      |
| أفضل فنان ذكر في أفريقيا                 | فيمي كوتي (نيجيريا)                         | أفضل فنانة أنثى في أفريقيا               | بريندا فاسي (جنوب أفريقيا)                                                         | أكثر فنان واعد ذكر في أفريقيا                            | أكسيل غوفيندا (كوت ديفوار)                  | أفضل فنان في شمال أفريقيا                  | تاقفاريناس (الجزائر)                                                                 |
| أفضل فنان ذكر في غرب أفريقيا             | فيمي كوتي (نيجيريا)                         | أفضل فنان في وسط أفريقيا                 | بوزي بوزيانا (جمهورية الكونغو الديمقراطية)                                         | أفضل فنان في شرق أفريقيا                                 | خديجة نين (بوروندي)                         | أفضل فنان من جنوب أفريقيا                  | رينغو (جنوب أفريقيا)                                                                 |
| أفضل فنان من الشتات في الولايات المتحدة  | لورين هيل (الولايات المتحدة)                | أفضل فنان من الشتات في أوروبا / الكاريبي | ناتالي لوريو (فرنسا)                                                               | أفضل مجموعة في أفريقيا                                   | بيسو نا بيسو (الكونغو)                      | أفضل مجموعة فنية تقليدية في أفريقيا        | نيغي ساف كي-دانس (كوت ديفوار)                                                        |
| أفضل تنسيق موسيقي                        | بيسو نا بيسو (الكونغو)                      | أفضل فيديو موسيقي                        | بيسو نا بيسو (الكونغو)                                                             | جائزة الإنجاز مدى الحياة مايكل جاكسون (الولايات المتحدة) |                                             |                                            |                                                                                      |
| 2000                                     |                                             |                                          |                                                                                    |                                                          |                                             |                                            |                                                                                      |
| أفضل فنان ذكر في أفريقيا                 | ويس (الكاميرون)                             | أفضل فنانة أنثى في أفريقيا               | زينزي (جنوب أفريقيا)                                                               | أكثر فنان واعد ذكر في أفريقيا                            | كايشا (جمهورية الكونغو الديمقراطية)         | أكثر فنانة واعدة أنثى في أفريقيا           | زينزي (جنوب أفريقيا)                                                                 |
| أفضل فنان ذكر في غرب أفريقيا             | كوجو أنتووي (غانا)                          | أفضل فنان ذكر في وسط أفريقيا             | أندريه مارى تالا (الكاميرون)                                                       | أفضل فنان ذكر في شرق أفريقيا                             | جان مارك فولسي (سيشيل)                      | أفضل فنان ذكر من جنوب أفريقيا              | جابو كانيلي (جنوب أفريقيا)                                                           |
| أفضل فنان من الشتات في الولايات المتحدة  | سيسكو (الولايات المتحدة)                    | أفضل مجموعة في أفريقيا                   | إكسترا موسيكا (الكونغو)                                                            | أفضل فنان تقليدي في أفريقيا                              | الملك منسا (توجو)                           | أفضل تنسيق موسيقي في أفريقيا               | فاليري كيماني (كينيا)                                                                |
| جائزة الإنجاز مدى الحياة                 | كوفي عنان (غانا)                            | أفضل فيديو موسيقي في أفريقيا             | ويس (الكاميرون)                                                                    |                                                          |                                             |                                            |                                                                                      |
| 2001                                     |                                             |                                          |                                                                                    |                                                          |                                             |                                            |                                                                                      |
| أكثر فنانة واعدة أنثى في أفريقيا         | روكيا تراوري (مالي)                         | أفضل فنان في شمال أفريقيا                | راني كباج (المغرب)                                                                 | أفضل فنانة أنثى في أفريقيا                               | كوما جالو (السنغال)                         | أفضل فنان ذكر في أفريقيا                   | ويراسون (جمهورية الكونغو الديمقراطية)                                                |
| أفضل فنان في جنوب أفريقيا                | ماندوزا (جنوب أفريقيا)                      | أفضل فنان من الشتات في الولايات المتحدة  | بيبي وينانس (الولايات المتحدة)                                                     | أفضل مجموعة في أفريقيا                                   | بونغو مافين (جنوب أفريقيا)                  | أفضل فنانة أنثى في غرب أفريقيا             | كوما جالو (السنغال)                                                                  |
| أفضل فيديو موسيقي في أفريقيا             | صوت الأطلس (المغرب)                         | جائزة خاصة من لجنة التحكيم               | بريندا فاسي (جنوب أفريقيا)                                                         | أفضل فنان تقليدي في أفريقيا                              | ميواي (كوت ديفوار)                          | أفضل تنسيق موسيقي في أفريقيا               | يفون تشاكا تشاكا (جنوب أفريقيا)                                                      |
| أكثر فنان واعد ذكر في أفريقيا            | إيرني سميث (كوت ديفوار)                     | أكثر فنانة واعدة أنثى في أفريقيا         | فيليا مبلو (السنغال)                                                               | أفضل فنانة في شرق أفريقيا                                | ساندرا مايوتي (موريشيوس)                    | جائزة خاصة من لجنة التحكيم                 | أوييلو لونغومبا (جمهورية الكونغو الديمقراطية)                                        |
| 2002                                     |                                             |                                          |                                                                                    |                                                          |                                             |                                            |                                                                                      |
| أكثر فنانة واعدة أنثى في أفريقيا         | أني-فلور باتشيليليليس (الغابون)             | أكثر فنان واعد ذكر في أفريقيا            | بلاك توينغ (إنجلترا)                                                               | أفضل فنان في شرق أفريقيا                                 | إريك وينينا وهنري موتوكو (كينيا)            | أفضل مجموعة في أفريقيا                     | ماكوما (جمهورية الكونغو الديمقراطية)                                                 |
| أفضل تنسيق موسيقي في أفريقيا             | ميواي (كوت ديفوار)                          | أفضل فنان ذكر في وسط أفريقيا             | كوفي أولوميدي (جمهورية الكونغو الديمقراطية)                                        | أفضل فنانة أنثى في غرب أفريقيا                           | سوزانا لوبرانو (الرأس الأخضر)               | أفضل فنانة في أفريقيا                      | جوديث سيبهوما (جنوب أفريقيا)                                                         |
| أفضل فنان تقليدي في أفريقيا              | الملك آيوفي منسا (توجو)                     | أفضل فنان من الشتات في الولايات المتحدة  | شاغي (الولايات المتحدة)                                                            | أفضل فيديو موسيقي في أفريقيا                             | كوفي أولوميدي (جمهورية الكونغو الديمقراطية) | أفضل تنسيق موسيقي في أفريقيا               | كوفي أولوميدي (جمهورية الكونغو الديمقراطية)                                          |
| جائزة خاصة من لجنة التحكيم               | كوفي أولوميدي (جمهورية الكونغو الديمقراطية) |                                          |                                                                                    |                                                          |                                             |                                            |                                                                                      |
| 2003                                     |                                             |                                          |                                                                                    |                                                          |                                             |                                            |                                                                                      |
| أفضل فنان – غرب أفريقيا – ذكر            | كوجو أنتوي (غانا)                           | أفضل فنانة – غرب أفريقيا – أنثى          | سوزانا (الرأس الأخضر)                                                              | أفضل فنان – شرق أفريقيا – ذكر                            | جورج أوكودي (أوغندا)                        | أفضل فنانة – شرق أفريقيا – أنثى            | شامسيا ساجاف (جزر القمر)                                                             |
| أفضل فنان – وسط أفريقيا – ذكر            | دولور (الكاميرون)                           | أفضل فنانة – وسط أفريقيا – أنثى          | مبيلية بيل وتشالا موانا (جمهورية الكونغو الديمقراطية)                              | أفضل فنان – جنوب أفريقيا – ذكر                           | أوليفر موتوكودي (زيمبابوي)                  | أفضل فنانة – جنوب أفريقيا – أنثى           | بوسي مهلونغو (جنوب أفريقيا)                                                          |
| أفضل فنان أو مجموعة تقليدية              | مجموعة ماشيسا التقليدية (بوتسوانا)          | أفضل مجموعة أفريقية                      | كواتييه لاتين إنترناشيونال (جمهورية الكونغو الديمقراطية) و"أنتي-بالو" (كوت ديفوار) | أفضل فيديو موسيقي أفريقي                                 | جيف مالوليكي (جنوب أفريقيا)                 | أفضل تنسيق موسيقي أفريقي                   | إيفون تشاكا تشاكا (جنوب أفريقيا)                                                     |
| أفضل فنانة غوسبل أفريقية – أنثى          | ريبيكا (جنوب أفريقيا)                       | أفضل فنان غوسبل أفريقي – ذكر             | لندي (جنوب أفريقيا)                                                                | أفضل مجموعة غوسبل أفريقية                                | نوتردام ديلا ساليت (الغابون)                | أكثر فنانة واعدة في أفريقيا                | باربرا كانام (جمهورية الكونغو الديمقراطية)                                           |
| أكثر فنان واعد في أفريقيا – ذكر          | جان-بول سامبوتو (رواندا)                    | أكثر مجموعة واعدة في أفريقيا             | ماكاسي (الكاميرون)                                                                 | اكتشاف السنة                                             | إيبين وعائلته (الغابون)                     | أكثر فنان واعد في الشتات الأمريكي الأفريقي | لوداكريس (الولايات المتحدة)                                                          |
| أفضل فنانة في الشتات الأمريكي الأفريقي   | أنجي ستون (الولايات المتحدة)                | أفضل فنان في الشتات الأمريكي الأفريقي    | آر كيلي (الولايات المتحدة)                                                         | أفضل فيديو في الشتات الأمريكي الأفريقي                   | آر كيلي (الولايات المتحدة)                  | جائزة الإنجاز مدى الحياة                   | أوليفر موتوكودي (زيمبابوي)                                                           |
| الشتات الأوروبي/الكاريبي                 | أفالون (موهومي ودجو موپوندو) (السويد)       | جائزة القاضي الخاصة                      | سوومبيل (كوت ديفوار) و نوتردام ديلا ساليت (الغابون)                                |                                                          |                                             |                                            |                                                                                      |
| 2004                                     |                                             |                                          |                                                                                    |                                                          |                                             |                                            |                                                                                      |
| أفضل فنان تقليدي                         | كينغ منسا (توجو)                            | أفضل فنانة غرب أفريقية                   | كمالدين (غينيا)                                                                    | أفضل فنان غرب أفريقي                                     | كونلي (نيجيريا)                             | أفضل مجموعة أفريقية                        | جاي جي سي و 419 سكواد (نيجيريا)                                                      |
| أفضل فيديو موسيقي أفريقي                 | ريجي روكستون (غانا)                         | أفضل مجموعة غوسبل أفريقية                | شيكينا (كوت ديفوار)                                                                | أكثر فنان واعد – ذكر                                     | مادسون جونيور (بوركينا فاسو)                | أفضل فنانة شرق أفريقية                     | أشيينغ أبورا (كينيا)                                                                 |
| أفضل فنان شرق أفريقي – ذكر               | بيغ بن (كينيا)                              | أفضل فنان غوسبل أفريقي – ذكر             | كونلي (نيجيريا) و دي إن جي (كينيا)                                                 | أفضل فنانة شرق أفريقية                                   | تسيدينيا جبريمركوس (إثيوبيا)                | أفضل فنان وسط أفريقي – ذكر                 | فليكس وازيكيوا (جمهورية الكونغو الديمقراطية) و ويراسون (جمهورية الكونغو الديمقراطية) |
| أفضل فنان أفريقي – ذكر                   | ويراسون (جمهورية الكونغو الديمقراطية)       | أكثر فنانة واعدة في أفريقيا              | دينالي (الكاميرون)                                                                 | أفضل فنان جنوب أفريقي – ذكر                              | كابيلو مابالاني (جنوب أفريقيا)              | أفضل فنانة جنوب أفريقية                    | ثانديوزا مازواي (جنوب أفريقيا)                                                       |
| أفضل مجموعة أفريقية                      | مالايكا (جنوب أفريقيا)                      | أفضل فنانة غوسبل أفريقية                 | ديبورا فريزر (جنوب أفريقيا)                                                        | أفضل مجموعة تقليدية أفريقية                              | ماهوبي (جنوب أفريقيا)                       | أكثر فنانة واعدة                           | سوازي (جنوب أفريقيا)                                                                 |
| أفضل فيديو موسيقي أفريقي                 | زولا (موسيقي جنوب أفريقي) (جنوب أفريقيا)    | أفضل ترتيب موسيقي                        | وندا بالوي (جنوب أفريقيا)                                                          | اكتشاف العام                                             | مالايكا (جنوب أفريقيا)                      | أفضل فنانة أفريقية                         | ثانديوزا مازواي (جنوب أفريقيا)                                                       |
| 2005                                     |                                             |                                          |                                                                                    |                                                          |                                             |                                            |                                                                                      |
| أفضل فنان أفريقي – ذكر                   | هيو ماسيكيلا (جنوب أفريقيا)                 | أفضل فنانة أفريقية                       | أدجا سومانو (مالي)                                                                 | أكثر فنان واعد – ذكر                                     | تو فيس إيديبيا (نيجيريا)                    | أكثر فنانة واعدة                           | كاز (موسيقي) (كينيا)                                                                 |
| أفضل فنان غرب أفريقي – ذكر               | مارتن هود (بنين)                            | أفضل فنان غرب أفريقي – ذكر               | نيجي (نيجيريا)                                                                     | أفضل فنانة غرب أفريقية                                   | زيناب (بنين)                                | أفضل فنانة وسط أفريقية                     | نانيث (الغابون)                                                                      |
| أفضل فنانة شرق أفريقية                   | نييما (كينيا)                               | أفضل فنان شرق أفريقي – ذكر               | ألين أوريانت (موريشيوس)                                                            | أفضل فيديو موسيقي أفريقي                                 | أفروتنورز (جنوب أفريقيا)                    | أفضل مجموعة غرب أفريقية وأفريقية           | أد بانتو (نيجيريا)                                                                   |
| أفضل مجموعة شرق أفريقية                  | لونغومباس (كينيا)                           | أفضل فنانة جنوب أفريقية                  | بيرولا (موسيقي) (أنغولا)                                                           | أفضل مجموعة غرب أفريقية                                  | براي (غانا)                                 | أفضل ترتيب موسيقي أفريقي                   | توماني دياباتي (مالي)                                                                |
| أفضل فنان في الشتات الأمريكي الأفريقي    | ويل سميث (الولايات المتحدة)                 | أفضل فنان وسط أفريقي – ذكر               | ويراسون (جمهورية الكونغو الديمقراطية)                                              | أفضل فنان في الشتات الأوروبي/الكاريبي                    | كايشا (فرنسا)                               | أفضل مجموعة غوسبل أفريقية                  | ماكسيم ميلوديز (كينيا)                                                               |
| أفضل فنانة غرب أفريقية                   | أدجا سومانو (مالي)                          | جائزة الإنجاز مدى الحياة                 | كوفى أولوميدي (جمهورية الكونغو الديمقراطية)                                        |                                                          |                                             |                                            |                                                                                      |
| 2010                                     |                                             |                                          |                                                                                    |                                                          |                                             |                                            |                                                                                      |
| أفضل فنانة أفريقية                       | آسا (نيجيريا)                               | أفضل فنان تقليدي أفريقي                  | باسكو كوياتي (مالي)                                                                | أفضل مجموعة راجا أفريقية                                 | كرونيك 2H (السنغال)                         | أفضل مجموعة في الشتات الأوروبي/الكاريبي    | مك مالكريادو (كيب فيرد)                                                              |
| أفضل فنان ريجي أفريقي                    | كينغ وادادا (نيجيريا)                       | أفضل مجموعة تقليدية أفريقية              | لاديسميث بلاك مامبازو (جنوب أفريقيا)                                               | أفضل ترتيب موسيقي أفريقي                                 | توماني دياباتي (مالي)                       | أفضل فنان أفريقي – ذكر                     | بي سكوير (نيجيريا)                                                                   |
| أفضل فنان غوسبل أفريقي – ذكر             | سامي أوكوبوسو (نيجيريا)                     | أفضل فنان هيب هوب أفريقي                 | سموكي (بوركينا فاسو)                                                               | أفضل فنان ريجي أفريقي                                    | ساشا مارلي (غانا)                           | أكثر فنانة واعدة أفريقية                   | تشيدينما (نيجيريا)                                                                   |
| أفضل فنانة غوسبل أفريقية                 | نويللي (توغو)                               | جائزة الإنجاز مدى الحياة                 | بيير أكيندغوي (الغابون)                                                            | جائزة الإنجاز مدى الحياة                                 | سيساريا إيفورا (كيب فيرد)                   | أفضل مجموعة غوسبل أفريقية                  | بلاك دايموند (السنغال)                                                               |
| أفضل مجموعة أفريقية                      | بي سكوير (نيجيريا)                          | أفضل فيديو موسيقي أفريقي                 | بي سكوير (نيجيريا)                                                                 | أفضل فنانة في الشتات الأوروبي/الكاريبي                   | فيلية (السنغال)                             | أفضل فنانة في الشتات الأمريكي الأفريقي     | أليشيا كيز (كينيا)                                                                   |
| 2012                                     |                                             |                                          |                                                                                    |                                                          |                                             |                                            |                                                                                      |
| أفضل فنان في أفريقيا                     | دي جي آرافات (كوت ديفوار)                   | أفضل فنانة تقليدية في أفريقيا            | آيدا سامب (السنغال)                                                                | أفضل فنان في شمال أفريقيا                                | شب خالد (الجزائر)                           | أفضل فنانة في غرب أفريقيا                  | تشيدينما (نيجيريا)                                                                   |
| أكثر فنان واعد أفريقي – ذكر              | دافيدو (نيجيريا)                            | أفضل فنانة في شمال أفريقيا               | حسنة الناشريّة (الجزائر)                                                            | أفضل فنانة في شرق أفريقيا                                | جوليانا كانيومازي (أوغندا)                  | أفضل فنان في شرق أفريقيا                   | كيدوم (بوروندي)                                                                      |
| أفضل فنان في وسط أفريقيا                 | لورد إيكومي ندونغ (الغابون)                 | أفضل فنان في غرب أفريقيا – ذكر           | دي جي آرافات (كوت ديفوار)                                                          | أفضل فنانة في وسط أفريقيا                                | مونييرا ميشالا (تشاد)                       | أفضل مجموعة غوسبل أفريقية                  | سيرافيم سونغز (بوروندي)                                                              |
| أفضل فنان غوسبل أفريقي – ذكر             | إيفان (بنين)                                | أفضل فنانة في جنوب أفريقيا               | زهرة (جنوب أفريقيا)                                                                | أفضل مجموعة أفريقية                                      | ماجيك سيستيم (كوت ديفوار)                   | أفضل فنانة في الشتات الأوروبي/الكاريبي     | سيغا إيل (ريونيون)                                                                   |
| أكثر فنانة واعدة أفريقية                 | سيّسيم (بنين)                                | أفضل فنان تقليدي أفريقي – ذكر            | ستانلوكس (توجو)                                                                    | أفضل فنان/مجموعة في الشتات الأوروبي/الكاريبي             | سيكسيون داسو (فرنسا)                        | أفضل فنان في الشتات الأمريكي الأفريقي      | كريس براون (الولايات المتحدة)                                                        |
| أفضل فنانة في الشتات الأمريكي الأفريقي   | ريهانا (الولايات المتحدة)                   | أفضل مجموعة تقليدية في أفريقيا           | ليه فريير غيديهوغنغوي (بنين)                                                       | أفضل مخرج أفريقي                                         | جيلونغال (السنغال)                          | أفضل فنان في جنوب أفريقيا – ذكر            | ذا دوغ (ناميبيا)                                                                     |
| أفضل فنانة غوسبل أفريقية – أنثى          | سوير ليدي (جمهورية الكونغو الديمقراطية)     |                                          |                                                                                    |                                                          |                                             |                                            |                                                                                      |